# Élections générales ontariennes de 1990
Les élections générales ontariennes de 1990 ont lieu le 6 septembre 1990 afin d'élire les députés à l'Assemblée législative de la province de l'Ontario (Canada).
À la surprise générale, le Parti libéral de l'Ontario du premier ministre David Peterson est défait par un vote de contestation massif. Le Nouveau Parti démocratique, dirigé par Bob Rae, est élu avec un gouvernement majoritaire. C'est la première fois (et, à ce jour, l'unique fois) que le NPD remporte la victoire lors d'une élection générale en Ontario.
Le Parti progressiste-conservateur de Mike Harris ne parvient pas à gagner la confiance des électeurs qui sont toujours méfiants du gouvernement progressiste-conservateur fédéral de Brian Mulroney. Toutefois, il améliore son nombre de sièges par rapport à l'élection de 1987, remportant 4 circonscriptions de plus.
Bien que Harris soit originaire du nord de l'Ontario, le Parti progressiste-conservateur est particulièrement faible dans cette région, occupant la quatrième position derrière les libéraux, le NPD et le parti marginal Confederation of Regions Party (en) dans six circonscriptions (Algoma, Cochrane-Sud, Nickel Belt, Sudbury, Sudbury-Est et Sault Ste. Marie). Le Parti CoR se place également devant le Parti PC dans Renfrew-Nord et Cornwall, dans l'est de l'Ontario.
Le Parti vert de l'Ontario prend un troisième place devant le NPD dans la circonscription de Parry Sound, où Richard Thomas, ancien candidat à la direction du Parti libéral, est le candidat vert.

## Sondages
| Dernier jour du sondage | NPD                                            | Lib                                            | P.-C.                                          | Autres                                         | Sondeur                                        | Échantillon                                    | ME                                             | Source                                         |                                                |
| ----------------------- | ---------------------------------------------- | ---------------------------------------------- | ---------------------------------------------- | ---------------------------------------------- | ---------------------------------------------- | ---------------------------------------------- | ---------------------------------------------- | ---------------------------------------------- | ---------------------------------------------- |
| Dernier jour du sondage |                                                |                                                |                                                |                                                | Sondeur                                        | Échantillon                                    | ME                                             | Source                                         |                                                |
| Résultat du vote        | 37,6                                           | 32,4                                           | 23,5                                           | 6,5                                            |                                                |                                                |                                                |                                                |                                                |
| 30 août 1990            | 38                                             | 34                                             | 24                                             | 4                                              | Angus Reid                                     | 804                                            | ± 3,3                                          | [ 1 ]                                          |                                                |
| 25 août 1990            | 34                                             | 40                                             | 23                                             | 3                                              | Environics                                     | 1 008                                          | ± 3,1                                          | [ 2 ]                                          |                                                |
| 20 août 1990            | Débat des chefs de partis                      | Débat des chefs de partis                      | Débat des chefs de partis                      | Débat des chefs de partis                      | Débat des chefs de partis                      | Débat des chefs de partis                      | Débat des chefs de partis                      | Débat des chefs de partis                      | Débat des chefs de partis                      |
| 13 août 1990            | 30                                             | 40                                             | 28                                             | 2                                              | Decima                                         | NC                                             | NC                                             | [ 3 ]                                          |                                                |
| 30 juillet 1990         | Déclenchement officiel des élections générales | Déclenchement officiel des élections générales | Déclenchement officiel des élections générales | Déclenchement officiel des élections générales | Déclenchement officiel des élections générales | Déclenchement officiel des élections générales | Déclenchement officiel des élections générales | Déclenchement officiel des élections générales | Déclenchement officiel des élections générales |
| 14 juillet 1990         | 26                                             | 50                                             | 22                                             | 2                                              | Environics                                     | NC                                             | NC                                             | [ 4 ]                                          |                                                |
| 8 avril 1990            | 28                                             | 47                                             | 23                                             | 2                                              | Environics                                     | 1 008                                          | ± 3,2                                          | [ 5 ]                                          |                                                |
| 5 janvier 1990          | 26                                             | 42                                             | 30                                             | 4                                              | Environics                                     | 1 004                                          | ± 3,2                                          | [ 6 ]                                          |                                                |
| 2 octobre 1989          | 26                                             | 45                                             | 28                                             | 1                                              | Environics                                     | NC                                             | ± 3,2                                          | [ 7 ]                                          |                                                |
| 2 octobre 1989          | 25                                             | 48                                             | 24                                             | 3                                              | Angus Reid                                     | 807                                            | ± 3,5                                          | [ 8 ]                                          |                                                |
| 6 juillet 1989          | 25                                             | 45                                             | 29                                             | 1                                              | Environics                                     | 1 012                                          | ± 3,2                                          | [ 9 ]                                          |                                                |
| 14 mai 1989             | 25                                             | 50                                             | 24                                             | 1                                              | Gallup                                         | 571                                            | ± 5,0                                          | [ 10 ]                                         |                                                |
| 25 mars 1989            | 24                                             | 44                                             | 31                                             | 1                                              | Environics                                     | 1 013                                          | ± 3,2                                          | [ 11 ]                                         |                                                |
| 22 novembre 1987        | 24                                             | 52                                             | 23                                             | 1                                              | Environics                                     | 1 008                                          | ± 3,2                                          | [ 12 ]                                         |                                                |
| Élections de 1987       | 25,7                                           | 47,3                                           | 24,7                                           | 2,3                                            |                                                |                                                |                                                |                                                |                                                |

## Résultats
| Nouveau Parti démocratique | Parti libéral | Parti progressiste-conservateur |
| 74 sièges                  | 36 sièges     | 20 sièges                       |
| ^                          |               |                                 |
| majorité                   |               |                                 |

### Résultats par parti politique
| Parti | Parti                     | Chef                | Candidats | Sièges | Sièges | Sièges | Voix      | Voix   | Voix  |
| Parti | Parti                     | Chef                | Candidats | 1987   | Élus   | +/-    | Nb        | %      | +/-   |
| ----- | ------------------------- | ------------------- | --------- | ------ | ------ | ------ | --------- | ------ | ----- |
|       | NPD                       | Bob Rae             | 130       | 19     | 74     | +55    | 1 509 506 | 37,6 % | +11,9 |
|       | Libéral                   | David Peterson      | 130       | 95     | 36     | -59    | 1 302 134 | 32,4 % | -14,9 |
|       | Progressiste-conservateur | Mike Harris         | 130       | 16     | 20     | +4     | 944 564   | 23,5 % | -1,2  |
|       | Coalition des familles    | Donald Pennell      | 68        | -      | -      | -      | 110,831   | 2,7 %  | +1,4  |
|       | Confederation of Regions  | Dean Wasson         | 33        | -      | -      | -      | 75 873    | 1,9 %  | -     |
|       | Vert                      | Katherine Mathewson | 40        | -      | -      | -      | 30,097    | 0,7 %  | +0,6  |
|       | Libertarien               | James Stock         | 45        | -      | -      | -      | 24 613    | 0,6 %  | +0,2  |
|       | Freedom                   | Robert Metz         | 10        | -      | -      | -      | 6 015     | 0,2 %  | +0,1  |
|       | Communiste                | Elizabeth Rowley    | 4         | -      | -      | -      | 1 139     | 0,1 %  | -     |
|       | Indépendants              | Indépendants        | 15        | -      | -      | -      | 13 307    | 0,3 %  | -0,1  |
| Total | Total                     | Total               | 605       | 130    | 130    |        | 4 018 079 | 100 %  |       |